# Arnoldo Jimenez
Arnoldo Jiménez (nacido el 19 de febrero de 1982) es un criminal estadounidense que fue agregado a la lista de los diez fugitivos más buscados del FBI el 8 de mayo de 2019. Era buscado por el asesinato en mayo de 2012 de su esposa, Estrella Carrera, quien fue encontrada muerta en una bañera en su departamento en Burbank, Illinois.

## Investigación
Los investigadores comenzaron a rastrear a Jiménez y descubrieron que el 12 de mayo había usado su teléfono celular en Chicago, luego en el sur de Illinois. Más tarde se usó en Memphis, Tennessee y luego Arkansas. El 13 de mayo, hizo llamadas desde Houston y luego en Hidalgo, México.
Las autoridades creían que Jiménez se escondía en Durango, México, posiblemente en el área de Santiago Papasquiaro. También pudo estar escondido en Reynosa, México.

## Captura
El 5 de febrero del 2025, Arnoldo Jimenez fue capturado en Monterrey, México, por agentes de la FGR en colaboración con el FBI y Interpol